# Руднева, Стефанида Дмитриевна
Стефани́да Дми́триевна Ру́днева (7 (20) марта 1890, Санкт-Петербург — 25 августа 1989) — советский музыкальный педагог и хореограф. Основатель и художественный руководитель студии музыкального движения «Гептахор» в Петрограде (Ленинграде) (1914—1935), методист по художественному воспитанию детей в Москве и Московской области (1935—1956). Одна из старейших российских педагогов в области танцевальной работы с детьми, ей принадлежит основная заслуга в разработке метода музыкально-двигательного воспитания, с помощью которого она и её многочисленные ученики на протяжении многих десятилетий проводили занятия по художественному воспитанию детей.

## Биография
Отец, Дмитрий Федорович Руднев (1849—1894) — сын небогатого помещика Владимирской губернии, участника заграничных походов Русской армии 1813—1814 гг. Федора Ивановича Руднева. Закончил Орловский кадетский корпус и Московское Александровское юнкерское училище; полковник артиллерии. В 1876 г. добровольцем сражался в Сербской армии за независимость Сербии и Черногории от Османской (Оттоманской) империи, для чего, как и другие русские добровольцы, подал в отставку из армии, впоследствии замененную «заграничным отпуском». В 1880-е гг. участвовал в военно-научной экспедиции в Китай, Монголию и Среднюю Азию под начальством генерала Свистунова. Д. Ф. Руднев был человеком высокой культуры, увлекался музыкой — играл на виолончели, организовал домашний камерный струнный ансамбль.
После смерти отца Стеню воспитывала мать, Варвара Дмитриевна (урожд. фон Дервиз; 1858—1943), одаренная и энергичная женщина. В. Д. Руднева была старшей дочерью в многодетной семье, где кроме неё было 7 сыновей. Получила домашнее образование — отец нанимал для неё учителей. Прекрасно владела основными европейскими языками. В 1877 г. Варвара Дмитриевна вышла замуж за артиллерийского офицера Д. Ф. Руднева, проходившего военную службу в Августове (Королевство Польское). После смерти мужа посвятила себя воспитанию детей — сыновей Андрея и Дмитрия и дочери Стефаниды.
Большое участие в воспитании С. Д. Рудневой принимал её дед по материнской линии Дмитрий Григорьевич фон Дервиз (1829—1916), видный юрист и государственный деятель, выпускник Училища правоведения в Санкт-Петербурге. Он был первым обер-прокурором кассационного департамента Сената, членом Государственного Совета, участвовал в разработке судебной реформы императора Александра II. Д. Г. фон Дервиз увлекался живописью, в своём доме на Фонтанке собрал коллекцию работ русских и итальянских мастеров.
В 1908 г. Стефанида Дмитриевна с золотой медалью окончила Литейную женскую гимназию в Санкт-Петербурге, а в мае 1915 г. — историко-филологическое отделение Петроградских высших женских (Бестужевских) курсов (по специальности «всеобщая история»). В сентябре 1917 г. после сдачи экзаменов историко-филологической испытательной комиссии при Петроградском университете ей был вручен диплом первой степени. По полученной специальности («история и археология античного искусства») С. Д. Руднева работала сначала внештатным, а с конца 1917 (после получения университетского диплома) по 1922 гг. — научным сотрудником Археологической комиссии Российской Академии наук, преобразованной в 1918 г. в Академию истории материальной культуры (Акмакульт).
Однако, делом всей жизни для С. Д. Рудневой стало искусство танца. Серьёзное увлечение античной культурой (под влиянием лекций профессоров Петроградского университета Ф. Ф. Зелинского и Б. В. Фармаковского на Бестужевских курсах) и новаторским искусством Айседоры Дункан, чьи концерты во время гастролей в Петербурге в 1907—1908 и 1913 гг. она неоднократно посещала (зимой 1908 г. Дункан выступала с ученицами своей Берлинской школы), послужили толчком для начала самостоятельной работы Рудневой и группы её единомышленниц-«бестужевок» (Н. А. Энман, Е. В. Цинзерлинг, Ю. Ф. Тихомировой, сестёр И. В. и К. В. Тревер, Н. В. Педьковой) над созданием метода музыкального движения.
Весной 1918 г. молодой коллектив, получивший название «Гептахор» (от греч. «пляска семерых»), значительно расширился — ученики становились его полноправными и активными членами, студийцами велась преподавательская работа в детских садах, клубах, детских домах, а с 1919 г. — со взрослыми в действовавшем тогда в Петрограде Институте Живого слова и в самом коллективе, получившем в 1927 г. статус Государственной студии музыкального движения «Гептахор».
Выступления Гептахора перед публикой завоевали ему многочисленных друзей в кругах ленинградской научной и творческой интеллигенции. Среди них — профессор русской истории А. Е. Пресняков, страстный поклонник Айседоры Дункан. Д. Д. Шостакович подарил Гептахору автограф своей «Песни о встречном», послужившей материалом для одной из танцевальных постановок, снабдив его дарственной надписью студийцам (ноябрь 1932 г.). Активно сотрудничал с Гептахором пропагандист и теоретик физкультурного и спортивного движения, секретарь Национального Олимпийского комитета России в дореволюционные годы. профессор Ленинградского педагогического института им. А. И. Герцена и одновременно главный библиотекарь Государственной публичной библиотеки им. М. Е. Салтыкова-Щедрина Георгий (Георгий-Виктор-Вильгельм) Александрович Дюперрон (1877—1934), признанный ныне как основоположник российского футбола. Большими друзьями студии были поэт М. А. Кузмин, хранитель Минералогического музея АН СССР В. И. Крыжановский, профессор истории Стенфордского университета (США) Ф. А. Голдер, познакомившийся с Гептахором в 1925 г. во время поездки в Ленинград на празднование 200-летия Академии наук. В январе 1929 г. выступления коллектива посетил первый президент АН СССР академик А. П. Карпинский, направивший после просмотра приветственное письмо с теплым отзывом о работе Гептахора.
С. Д. Руднева, оставившая в 1922 г. археологию, целиком посвятила себя развитию метода музыкального движения. Она была бессменным руководителем студии, совместно с другими членами коллектива и друзьями Гептахора — музыкантами, физкультурниками, физиологами — разрабатывала пособия по музыкально-двигательной работе, была автором или соавтором большинства танцевальных номеров и музыкальных постановок, с которыми выступали студийцы.
Важным событием в жизни Гептахора стал приезд в Советскую Россию летом 1921 г. Айседоры Дункан. С. Д. Руднева и другие члены студии неоднократно встречались с танцовщицей: в гостинице «Англетер» на Исаакиевской площади вскоре после её приезда в июле 1921 г., в московской школе Дункан на Пречистенке, последний раз — в артистической Зала Ленинградской Филармонии летом 1924 г. накануне отъезда танцовщицы из СССР. Они посещали концерты Дункан и учениц её школы в Москве и Ленинграде, в том числе на её «показательной постановке» 7 ноября 1921 г. в Большом театре, где Дункан танцевала Шестую симфонию П. И. Чайковского и «Интернационал».
Студия «Гептахор» просуществовала до 1935 г. Внутри коллектива накопились разногласия, а обстановка в Ленинграде после убийства Кирова не благоприятствовала существованию столь необычной студии. После её закрытия С. Д. Руднева и трое её сотрудников были приглашены Московским областным домом художественного воспитания детей в Москву для организации музыкально-двигательной работы со школьниками. Во время и после войны, а также и после выхода на пенсию в 1956 г. Стефанида Дмитриевна продолжала свою педагогическую деятельность, руководила и консультировала работу кружков по эстетическому воспитанию в Москве и Ленинграде, работала над методическими пособиями. Осенью и зимой 1941 г., когда Москва находилась на осадном положении, С. Д. Руднева работала метельщицей в Московском городском тресте по очистке улиц.
В 1972—1974 гг. С. Д. Руднева вела факультативный семинар при факультете психологии МГУ, вела занятия и консультации в кружке эстетического воспитания детей в Доме культуры гуманитарных факультетов МГУ «Орленок». Воспитанные ею ученики продолжили традиции Гептахора.